# Kronos Racing
Kronos Racing ist ein belgisches Motorsportteam, das 1994 von Marc Van Dalen und Jean-Pierre Mondron gegründet wurde. Das Team erhielt von 1994 bis 2003 Unterstützung von Peugeot Belgien-Luxemburg, von 2004 bis 2007 von Citroën. Seit 2008 nimmt es wieder die Rallye-Einsätze von Peugeot Belgien-Luxemburg und seit 2009 auch von Peugeot UK vor. Kronos Racing gewann mehrere Titel im Tourenwagen- und Rallyesport. Der größte Erfolg in der Geschichte des Teams ist der Gewinn der Rallye-Weltmeisterschaft 2006 durch Sébastien Loeb.

## Geschichte

### Anfänge im belgischen Tourenwagensport
In den ersten Jahren nach seiner Gründung nahm Kronos Racing an belgischen Rallyes und an der Belgischen Tourenwagen-Meisterschaft teil. Auf Peugeot 306 GTI führte das Team 1998 Sébastien Ugeux und 1999 Frédéric Bouvy zum Titelgewinn. Mit Bouvy, Emmanuel Collard und Anthony Beltoise gelang 1999 außerdem der Sieg beim 24-Stunden-Rennen von Spa-Francorchamps. Dieser Erfolg konnte 2000 mit Bouvy, Kurt Mollekens und Didier Defourny wiederholt werden.

### Rallye-Weltmeisterschaft
2001 debütierte Kronos Racing in der Rallye-Weltmeisterschaft, in der es einen Peugeot 206 WRC einsetzte. Für das Team traten anfangs Kris Princen, später Grégoire de Mevius und zuletzt Simon Jean-Joseph an, der mit zwei neunten Plätzen die besten Resultate erzielte. 2002 führte das Team sein Programm in der Rallye-Weltmeisterschaft fort. Es setzte bei sieben Läufen einen Peugeot 206 WRC für Bruno Thiry ein, der mit Platz fünf bei der Rallye Deutschland erstmals Punkte für das Team einfuhr.

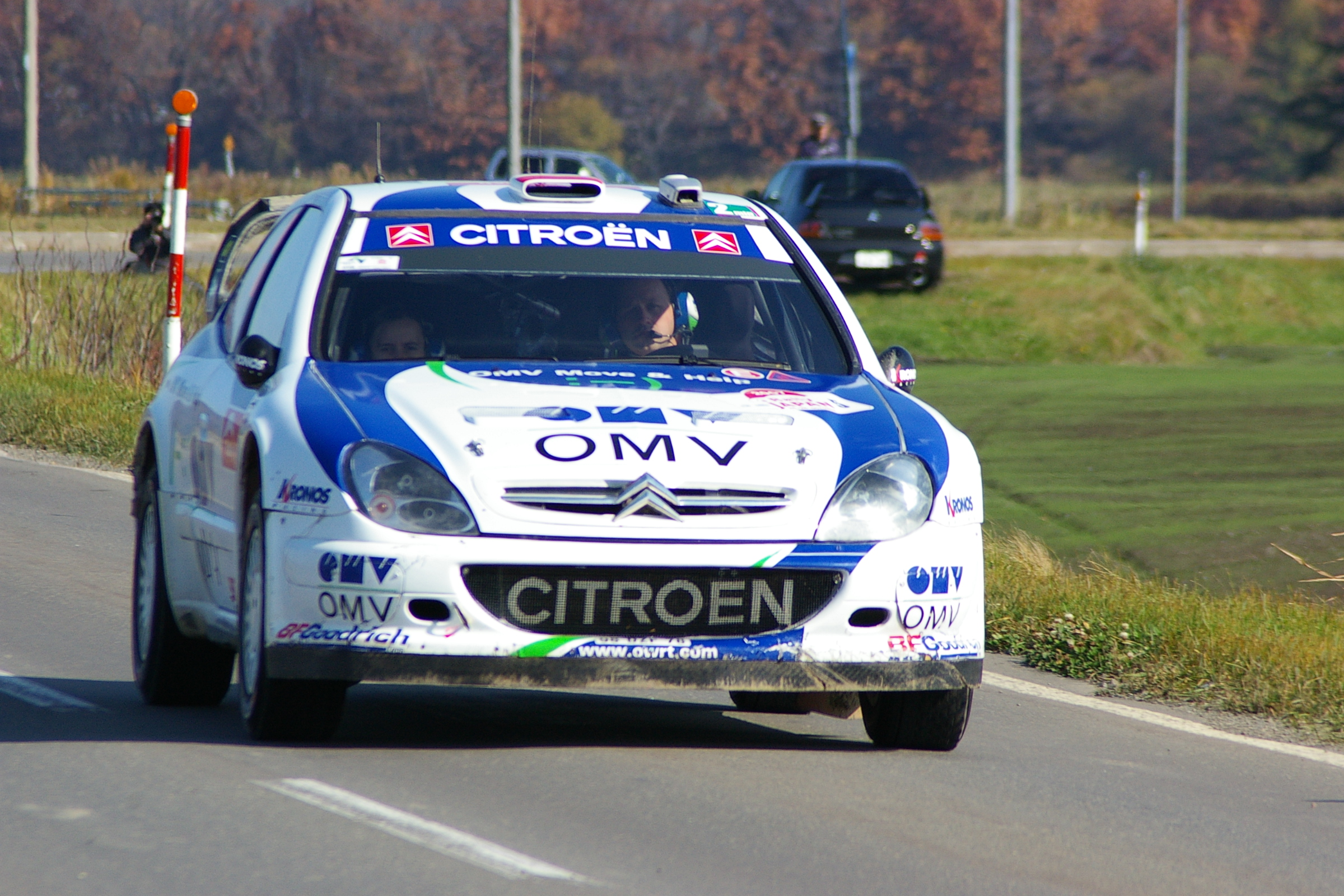
Manfred Stohl bei der Rallye Japan 2005

Nachdem Kronos Racing 2003 an der Rallye-Europameisterschaft teilnahm, wo mit dem Belgier Thiry der Meisterschaftssieg gelang, kehrte Kronos Racing 2004 in die Weltmeisterschaft zurück, in der es zum Satellitenteam von Citroën Sport wurde. Kronos Racing setzte bei der Rallye Finnland einen Citroën Xsara WRC für Juuso Pykälistö ein, der das Ziel allerdings nicht erreichen konnte. 2005 trat Kronos Racing mit zwei werksunterstützten Citroën C2 Super 1600 für Kris Meeke und Daniel Sordo in der Rallye-Juniorenweltmeisterschaft an, in der das Team den Spanier Sordo zum Titelgewinn führte. Außerdem wurde gelegentlich ein Xsara WRC eingesetzt, mit welchem das Team gute Resultate erreichen konnte: Manfred Stohl wurde Zweiter bei der Rallye Zypern und Dritter bei der Rallye Australien, und Xavier Pons gelang Platz vier bei der Rallye Katalonien.

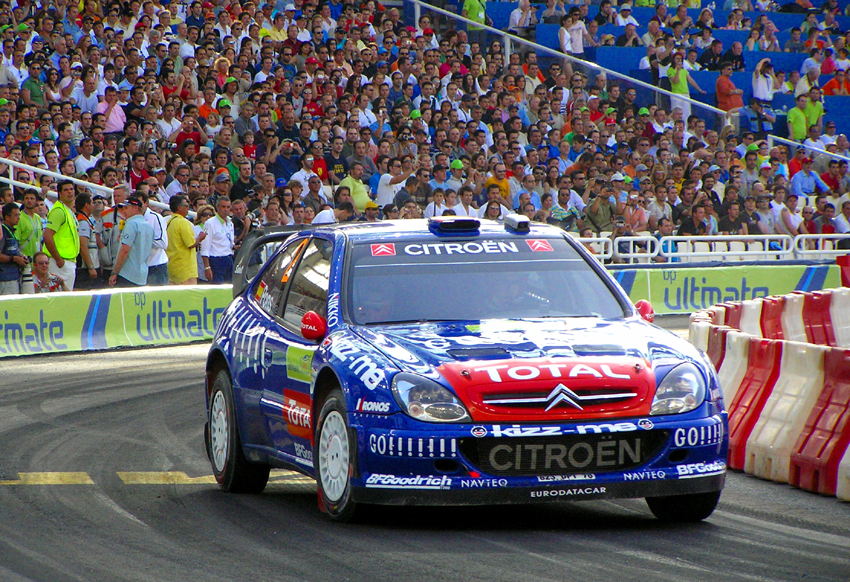
Xavier Pons bei der Rallye Griechenland 2006

Da Citroën Sport sich für ein Jahr aus der Rallye-Weltmeisterschaft zurückzog, wählte Citroën Kronos Racing dazu aus, die Marke in der Saison 2006 zu repräsentieren. Das Team betreute drei Citroën Xsara WRC, von denen einer für den amtierenden Weltmeister Sébastien Loeb reserviert wurde. Die übrigen beiden wurden von Pons und Sordo gesteuert. Colin McRae bestritt ebenfalls eine Rallye für das Team, als er den verletzten Sébastien Loeb vertrat. Loeb erzielte während der Saison acht Rallyesiege, sodass Kronos Total Citroën bis vier Läufe vor Saisonende die Teamwertung anführte. Da Loeb verletzungsbedingt bei den letzten vier Läufen nicht teilnehmen konnte, und Xavier Pons und Daniel Sordo relativ erfolglos blieben, musste sich Kronos Racing in der Teamwertung schließlich Ford geschlagen geben. Dennoch gewann Sébastien Loeb dank seines großen Punktevorsprungs vor seiner Verletzungspause am Saisonende noch mit einem Punkt Vorsprung die Fahrerweltmeisterschaft.

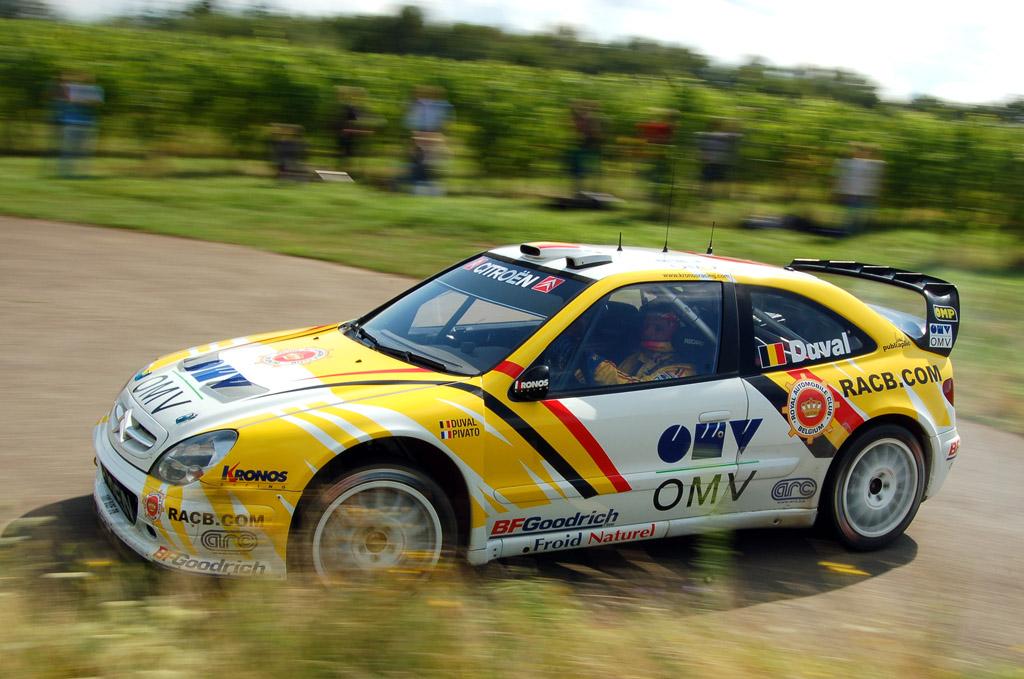
François Duval im Citroën Xsara WRC

In der Saison 2007 nahm Kronos Racing wieder als Privatteam mit zwei Xsara WRC an der Rallye-Weltmeisterschaft teil. Manfred Stohl bestritt eine ganze Saison für OMV Kronos Citroen. Das zweite Fahrzeug steuerte anfangs Daniel Carlsson und später François Duval. Duval fuhr mit Platz zwei bei der Rallye Deutschland das beste Resultat für das Team ein. In der Fahrerwertung erreichte Stohl mit 13 Punkten Platz neun, Duval mit 12 Punkten Platz zehn, und Carlsson mit 9 Punkten Platz 14. Kronos Racing war mit zwei Citroën C2 Super 1600 auch wieder in der Rallye-Juniorenweltmeisterschaft vertreten, in der Gilles Schammel und Raphaël Auquier für das Team teilnahmen.

### Intercontinental Rally Challenge
2008 verließ Kronos Racing die Rallye-Weltmeisterschaft und stieg mit zwei Peugeot 207 Super 2000 für Nicolas Vouilloz und Freddy Loix in die Intercontinental Rally Challenge ein. Gelegentlich wurde auch ein drittes Fahrzeug unter Nennung von BFGoodrich eingesetzt. Vouilloz und Loix schlossen die Meisterschaft auf den Plätzen eins und zwei ab. Kronos Racing gewann insgesamt fünf von zehn Rallyes, davon drei Siege von Loix sowie jeweils ein Sieg von Vouilloz und Juho Hänninen.

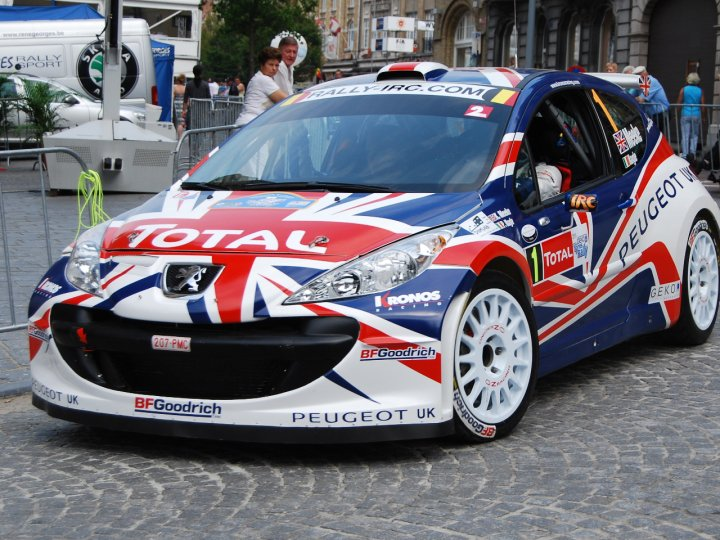
Kris Meeke im Peugeot 207 S2000

2009 führte Kronos Racing sein Programm in der Intercontinental Rally Challenge fort. Neben den beiden Fahrzeugen für Vouilloz und Loix wurde mit Unterstützung von Peugeot UK nun dauerhaft ein drittes Fahrzeug für Kris Meeke eingesetzt. Weiterhin lief bei einigen Rallyes auch ein viertes Fahrzeug unter Nennung von BFGoodrich. Meeke sicherte Kronos Racing mit vier Siegen erneut den Titel. Loix und Vouilloz belegten die Plätze drei und vier in der Fahrerwertung. BFGoodrich-Fahrer Sébastien Ogier beendete seinen einzigen Einsatz bei der Rallye Monte Carlo als Sieger.
Kronos Racing setzte 2010 weiterhin einen Peugeot 207 Super 2000 für Kris Meeke ein. Nicolas Vouilloz und Freddy Loix verließen hingegen das Team und wechselten zu Škoda. Neu hinzu kam Thierry Neuville, der einen Platz bei Peugeot Belgien-Luxemburg übernahm, aber nur sechs Rallyes bestritt. Meeke gewann eine Rallye und beendete die Meisterschaft auf Platz drei, Neuville wurde Neunter. Auch der Peugeot von Yazeed Al Rajhi wurde von Kronos Racing vorbereitet.
In der Saison 2011 gehen Neuville und Al Rajhi erneut für Kronos Racing in der IRC an den Start. Kris Meeke wechselte zu Mini in die WRC, seinen Platz bei Peugeot UK übernahm Guy Wilks.

### Sportwagenrennen
2011 wird Kronos Racing auch wieder Rundstreckenrennen bestreiten. Dazu erwarb das Team einen Lola-Aston Martin B09/60 und nahm Vanina Ickx unter Vertrag. Geplant sind Einsätze beim 24-Stunden-Rennen von Le Mans, in der Le Mans Series und im Intercontinental Le Mans Cup.